# シュテファン・キュング
シュテファン・キュング (Stefan Küng 1993年11月16日 - ) はスイス、ザンクト・ガレン州、ヴィル生まれの自転車競技選手。リヒテンシュタインの市民権も持っている。2015年の個人追い抜きの世界チャンピオン。

## 主な戦績

### ロードレース
2011
スイス選手権（ジュニア）
 個人タイムトライアル 優勝
2013
スイス選手権 U–23 
 個人タイムトライアル 優勝
ロードレース 3位
欧州小国競技大会
 個人タイムトライアル　優勝
ジロ・デル・ベルヴェデーレ 優勝
2014
ヨーロッパ選手権U-23
 ロードレース　優勝
 個人タイムトライアル　優勝
 ツール・ド・ノルマンディ　総合優勝
 新人賞
区間1勝 (プロローグ ITT)
フレシュ・アルデンネーズ　優勝
スイス選手権 個人タイムトライアル　2位
 世界選手権 個人タイムトライアル U-23　3位
2015
 世界選手権　チームタイムトライアル　優勝
フォルタ・リンブルフ・クラシック　優勝
ツール・ド・ロマンディ　区間1勝（第4）
デ・パンネ3日間　総合4位
2016
エネコ・ツアー　区間1勝（第5 TTT）
 世界選手権　チームタイムトライアル　2位
2017
ティレーノ〜アドリアティコ　区間1勝（第1 TTT）
ボルタ・ア・ラ・コムニタ・バレンシアナ　区間1勝（第1 TTT）
ツール・ド・ロマンディ 区間1勝（第2）
 スイス選手権　優勝（個人タイムトライアル）
ビンクバンク・ツアー 区間優勝（第2ステージ・個人タイムトライアル）
2018
ツール・ド・スイス 区間優勝（第1ステージ・TTT、第9ステージ・ITT）
 スイス選手権　優勝（個人タイムトライアル）
ビンクバンク・ツアー　区間優勝（第2ステージ・個人タイムトライアル）
2019
グルパマ・FDJに移籍
ヴォルタ・アン・アルガルヴェ 区間優勝（第3ステージ・個人タイムトライアル）
ツール・ド・ロマンディ 区間優勝（第2ステージ）
 スイス選手権　優勝（個人タイムトライアル）
ツール・デュ・ドゥー　優勝
オコロ・スロベンスカ 区間優勝（第1bステージ・個人タイムトライアル）
 世界選手権自転車競技大会ロードレース 3位
2020
 スイス選手権　優勝（ロードレース、個人タイムトライアル）
ヨーロッパ選手権　 優勝（個人タイムトライアル）
2021
ボルタ・ア・ラ・コムニタ・バレンシアナ  総合優勝（第4ステージ・個人タイムトライアル優勝）
ツール・ド・スイス 区間優勝（第1ステージ・個人タイムトライアル）
 スイス選手権　優勝（個人タイムトライアル）
ヨーロッパ選手権　 優勝（個人タイムトライアル）
クロノ・デ・ナシオン 優勝
2022
ツール・ポワトゥー＝シャラント・アン・ヌーヴェル＝アキテーヌ  総合優勝（第4ステージ・個人タイムトライアル優勝）
クロノ・デ・ナシオン 優勝
2023
ヴォルタ・アン・アルガルヴェ 区間優勝（第5ステージ）
ツール・ド・スイス 区間優勝（第1ステージ）
2024
 スイス選手権　優勝（個人タイムトライアル）
ブエルタ・ア・エスパーニャ 区間優勝（第21ステージ・個人タイムトライアル）
クロノ・デ・ナシオン 優勝

#### グランツールの総合成績
| グランツール               | 2015 | 2016 | 2017 | 2018 | 2019 | 2020 | 2021 | 2022 | 2023 | 2024 |
| -------------------------- | ---- | ---- | ---- | ---- | ---- | ---- | ---- | ---- | ---- | ---- |
| ジロ・デ・イタリア         | DNF  | 60   | —    | —    | —    | —    | —    | —    | DNF  | —    |
| ツール・ド・フランス       | —    | —    | 79   | 53   | 96   | DNF  | 49   | 33   | 54   | DNF  |
| ブエルタ・ア・エスパーニャ | —    | —    | —    | —    | —    | —    | —    | —    | —    | 39   |

### トラックレース
2013
ヨーロッパ選手権U-23
 個人追い抜き　優勝
 団体追い抜き　優勝
 世界選手権個人追い抜き　3位
2014
ヨーロッパ選手権U-23
 個人追い抜き　優勝
 団体追い抜き　優勝
 世界選手権 個人追い抜き　2位
 マディソン　3位（パートナー：テリー・シアー）
2015
 世界選手権個人追い抜き　優勝
ヨーロッパ選手権
 個人追い抜き　優勝
 団体追い抜き　2位
スイス選手権
 個人追い抜き　優勝
 ポイントレース　優勝
 マディソン　優勝（パートナー：テリー・シアー）　